# 2-亚乙基-1,5-二甲基-3,3-二苯基吡咯烷
2-亚乙基-1,5-二甲基-3,3-二苯基吡咯烷（缩写EDDP），分子式C20H23N，是美沙酮的代谢产物之一。